# Clytia irregularis
Clytia irregularis är en nässeldjursart som beskrevs av John Fraser 1938. Clytia irregularis ingår i släktet Clytia och familjen Campanulariidae. Inga underarter finns listade i Catalogue of Life.